# Beaverton (Oregon)
Beaverton – miasto w Hrabstwie Washington, w stanie Oregon w Stanach Zjednoczonych. Położone jest 70 km na północ od stolicy stanu – Salem, w dolinie rzeki Tualatin. W 2010 roku liczba mieszkańców wynosiła 89 803, co plasuje Beaverton na drugim miejscu pod względem wielkości w hrabstwie i na szóstym w stanie. 

## Historia
Miasto zostało założone w 1847 roku przez rodzinę Hall z Kentucky w miejscu dawnego osadnictwa rdzennego plemienia Atfalati, nazywanego Tualatin przez osadników. Prawa miejskie uzyskało w 1893 roku. 

## Gospodarka
W mieście i okolicy siedziby ma wiele firm z branży tzw. nowych technologii, współtworząc Las Krzemowy – Silicon Forest. 
W pobliżu Beaverton mieści się także siedziba Nike. 

## Społeczeństwo
W 2010 roku miasto liczyło 89 803 mieszkańców, co w porównaniu z 2000 rokiem dało wzrost ludności o 13 674 (ok. 18%). Według szacunkowych danych z lat 2005–2007, 69% ludności stanowili biali, 13,8% latynosi a 12,6% Azjaci.

## Miasta partnerskie
- Xinzhu, Tajwan
- Birobidżan
- Ch'ŏnan, Korea Płd.
- Cluses, Francja
- Gotenba, Japonia
- Trossingen, Niemcy